# Stefan Selle
Stefan Selle (* 2. September 1980 in Halle (Saale)) ist ein ehemaliger deutscher Basketballspieler. Im Laufe seiner Karriere bestritt der 1,98 Meter große Flügelspieler 25 Partien in der Basketball-Bundesliga für den Mitteldeutschen BC.

## Laufbahn
Selle wurde 1997 mit dem SV Halle deutscher B-Jugend-Meister, spielte für den Verein dann in der 2. Basketball-Bundesliga und ab 1999 für den SSV Weißenfels (später in Mitteldeutscher BC umbenannt) in der Basketball-Bundesliga. Bis 2002 absolvierte er 25 Erstligapartien für den Verein. Seine durchschnittlich höchste Einsatzzeit in Deutschlands bester Basketballliga erhielt er in der Saison 2000/01, als er im Schnitt rund sechs Minuten pro Spiel für den MBC auf dem Parkett stand. Die Bestleistung seiner Bundesliga-Karriere waren sechs Punkte im Duell mit Gießen im Dezember 2001. „Ich habe drei Jahre versucht, mich in der ersten Bundesliga durchzusetzen. Es hat aber nicht geklappt. Da habe ich eben einen Schlussstrich gezogen und werde mich neu orientieren“, sagte Selle gegenüber der Mitteldeutschen Zeitung im Juli 2002.
Nach dem Abschied vom Mitteldeutschen BC spielte Selle 2002/03 in der Regionalliga in Mannheim und anschließend zwischen 2003 und 2005 beim USC Heidelberg in der 2. Basketball-Bundesliga. Danach war er abermals kurzzeitig in Mannheim aktiv sowie unterklassig beim BC Wiesbaden. Selle absolvierte ein Studium der Betriebswirtschaftslehre.

### Nationalmannschaft
1998 und 2000 nahm Selle mit der deutschen Juniorennationalmannschaft an der Ausscheidungsrunde für die Europameisterschaften teil.